# Robocop Gay
"Robocop Gay" foi um dos maiores hits da banda Mamonas Assassinas, tornando-se um grande sucesso na época. Foi a 76ª canção mais tocada no país no ano de 1995 e também se tornou um sucesso na Argentina. Segundo uma pesquisa realizada pelo Estadão em 2016 no site do ECAd, esta era a segunda canção do grupo mais tocada (em casas de diversão, casas de festas, música ao vivo, rádio, show e sonorização ambiental) e a segunda mais regravadas por outros artistas. Em ambas categorias atrás apenas de Pelados em Santos.
A música foi escrita sob encomenda do político Geraldo Celestino, então candidato de Guarulhos, para animar "showmícios"  durante as eleições de 1994. Inicialmente batizada de "Demerval, o Machão", a música foi gravada de primeiro 'take', ou seja, a primeira gravação é a que está no disco final lançado.

## Gravação
"Robocop Gay" foi uma das 2 canções – juntamente com Pelados em Santos - que foram gravadas numa fita demo que o Mamonas enviou a várias gravadoras, e que os fez assinar com a EMI.
Foi a segunda canção da banda a fazer parte da trilha sonora de uma telenovela brasileira: Caminhos do Coração, exibida pela Rede Record em 2007/2008. Curiosamente, a primeira canção a fazer parte de uma trilha sonora de novela foi Sabão Crá Crá, que também está presente neste single.

## História
A canção compara uma travesti alterado por cirurgia plástica a um ciborgue homossexual, no caso o RoboCop do filme homônimo. Em entrevista ao Jô Soares Onze e Meia, os Mamonas admitiram que a letra teve inspiração de um personagem do próprio Jô Soares, o Capitão Gay. Versões ao vivo da canção contavam com o "Melô do Piripiri" (da canção "Je suis la femme", da cantora Gretchen), inserido antes do refrão.
Sucesso em karaokes, a canção costuma se fazer presentes em programas de reality show, como em A Fazenda, em 2009, em 2012 e no Big Brother Brasil, também em 2009.
O trecho "Doce Doce Amor" veio da canção de mesmo nome, composta por Raul Seixas e gravada por Jerry Adriani.

## Formatos e faixas
- CD single[15]

| N.º            | Título                          | Compositor(es)      | Duração |  |
| 1.             | "Robocop Gay"                   | Dinho, Júlio Rasec  | 2:59    |  |
| 2.             | "Sabão Crá Crá (The Mad Ku Ku)" | (música folclórica) | 0:42    |  |
| Duração total: | Duração total:                  | Duração total:      | 3:41    |  |

## Polêmica
Em 2007, a música foi tema do personagem Danilo (Cláudio Heinrich), na novela Caminhos do Coração. Este fato acabou gerando vários protestos de sites e blogs na internet ligados a grupo de LGBTs.
O autor da trama, Tiago Santiago, defendeu a escolha da canção com os seguintes dizeres:
| “ | "Eu participei da escolha da música. Ela é engraçada, divertida, como tudo o que os Mamonas faziam, mas não é homofóbica nem preconceituosa. A princípio, a música não deve mudar. Acho difícil alguém nos convencer de que ela é politicamente incorreta. É uma brincadeira. Sua presença na trilha homenageia o humor dos Mamonas." | ” |

É o que também defende o sociólogo Paulo Irineu Barreto. Segundo ele, diferentemente do que muitos pensam, a canção não tem um cunho preconceituoso, e deve ser entendida como uma espécie de hino pela tolerância.
| “ | "Robocop Gay é um super-herói da alteridade. Essa possibilidade, combinada com a crítica social feita pela banda, revela um aspecto, no mínimo, genial dos Mamonas, pois alude ao fato de que nem toda a tolerância é legítima, ou deve ser tolerada. Deve-se tolerar as diferenças culturais, étnicas, religiosas; por outro lado, não se deve tolerar a hipocrisia, a má fé e a injustiça social." | ” |

Em 2013, um grupo de jovens cantou a canção em um voo para o deputado Marco Feliciano, notório por suas opiniões contra o casamento gay. Feliciano aparentemente não reconheceu a canção, ao relatar que "cerca de 10 gays me constrangeram, dois vieram a minha poltrona gritando, cantando canção bizarra".